# Ullamarant
Ullamarant (Amaranthus thunbergii) är en amarantväxtart som beskrevs av Horace Bénédict Alfred Moquin-Tandon. Enligt Catalogue of Life ingår Ullamarant i släktet amaranter och familjen amarantväxter, men enligt Dyntaxa är tillhörigheten istället släktet amaranter och familjen amarantväxter. Arten förekommer tillfälligt i Sverige, men reproducerar sig inte. Utöver nominatformen finns också underarten A. t. grandifolius.